# Trał przeciwminowy KMT-4
Trał przeciwminowy KMT-4 – czołgowy trał przeciwminowy.

## Charakterystyka
Trał przeciwminowy KMT-4 stanowi dodatkowe wyposażenie czołgów T-54 i  T-55  służące do wykonywania przejść w przeciwpancernych polach minowych. Przejście w zaporze minowej wykonuje przez wyorywanie min z gruntu sekcjami nożowymi i odrzucanie min poza zewnętrzną krawędź śladu gąsienic czołgu. Sekcje nożowe umocowane są do dolnej płyty przodu korpusu czołgu, co zapewnia przetrałowanie przed gąsienicami dwóch pasów terenu. Organem roboczym trału jest odkładnica z czterema nożami. Za pomocą noży, wgłębionych w grunt, wyorywuje się miny, które odkładnica odsuwa z wykonywanego przejścia. Zagłębienie noży ogranicza płoza, która pełzając po ziemi kopiuje jej nierówności.

## Dane techniczne trału KMT-4
| Nazwa parametru                                    | Wartość        |
| -------------------------------------------------- | -------------- |
| Masa trału                                         | 1000 – 1100 kg |
| Masa sekcji nożowej z urządzeniem do trałowania    | 420 kg         |
| Masa mechanizmu podniesienia                       | 60 kg          |
| Masa urządzenia łączącego                          | 255 kg         |
| Odległość od pancerza czołgu do czoła sekcji       | 1010 mm        |
| Szerokość trału w położeniu roboczym               | 3670 mm        |
| Szerokość koleiny trałowanej                       | 600 mm         |
| Szerokość nieprzetrałowanego pasa między koleinami | 2160 mm        |
| Prędkość trałowania                                | 8 – 12 km/h    |